# Celestin Bezmalinović
Celestin (Duje) Bezmalinović (Selca, 8. svibnja 1912. – Hvar, 4. lipnja 1994.) hrvatski dominikanac, hvarski biskup.

## Životopis
Rođen je 8. svibnja 1912. u Selcima na otoku Braču. Imao je četiri sestre i petoro braće. U rodnome mjestu pohađao je pučku školu. Klasičnu gimnaziju pohađao je u Bolu na Braču i Dubrovniku. U Red propovjednika stupio je 1930. u Dubrovniku. Završivši studij filozofije i teologije na dominikanskom učilištu u Dubrovniku, za svećenika je zaređen 3. srpnja 1938. Godine 1946. diplomirao je kemiju i fiziku na Filozofskom fakultetu Sveučilišta u Zagrebu. Djelovao je kao kapelan u Gružu i Skradinu te kao duhovnik u Zagrebu. Bio je prior samostana u Zagrebu (1945. – 1948. i 1954. – 1956.) i starješina dominikanskog samostana u Splitu (1948. – 1951.). Bio je i pučki misionar. Zbog propovijedanja su ga komunisti u jesen 1946. zatvorili, sudski gonili i osudili na prisilan rad. 
Papa Pio XII. imenovao ga je 1956. pomoćnim hvarskim biskupom, a tada je bio prior samostana u Zagrebu. Za biskupa ga je u zagrebačkoj katedrali posvetio nadbiskup Franjo Šeper 30. rujna 1956. Sudjelovao je i na Drugome vatikanskome koncilu (1962. – 1965.). Biskupom koadjutorom postao je 1967. Jedanaest godina bio je pomoćni biskup. Naslijedivši mons. Mihovila Pušića, 21 godinu vodio je Hvarsku biskupiju, sve do 30. travnja 1989. godine, kada ga je naslijedio mons. Slobodan Štambuk. Bio je šesti dominikanac biskup hvarski. 
Umro je u Hvaru 4. lipnja 1994., na blagdan prvoga dominikanskoga mučenika sv. Petra iz Verone. Pokopan je 6. lipnja 1994. u kripti hvarske katedrale.